# Parna turbina
Parna turbina je rotacijski toplinski stroj u kojem se energija vodene pare visokog tlaka i temperature najprije pretvara u kinetičku energiju strujanja, a potom u mehanički rad, vrtnju rotora. Najčešće se koristi za pogon električnih generatorâ, crpki (pumpi), kompresorâ, brodskih vijaka i drugog. Danas se parne turbine znatno razlikuju po snazi (od desetak kilovata do nekoliko tisuća megavata) i izmjerama (promjera od nekoliko desetaka centimetara do nekoliko metara). Osnovni je dio turbine rotor. Kod najjednostavnije se turbine sastoji od vratila s diskom, po obodu kojega su raspoređene aerodinamički oblikovane rotorske lopatice. Ispred rotora smještene su, također aerodinamički oblikovane, statorske lopatice (sapnice), koje toku pare na ulazu u rotorske lopatice daju povoljan smjer i brzinu. Nosi ih kućište turbine, koje ujedno odvaja radni prostor turbine od okoliša. Jedan red statorskih i rotorskih lopatica čini stupanj parne turbine.
Turbina koja ima samo jedan stupanj naziva se jednostupanjska turbina. Višestupanjska turbina može imati i do pedesetak stupnjeva; kod nje se diskovi s rotorskim lopaticama ugrađuju na zajedničko vratilo jedan iza drugoga, a redovi statorskih lopatica učvršćuju se u kućište ispred svakoga diska. Veći broj stupnjeva podiže iskoristivost turbine jer se postupnom pretvorbom učinkovitije iskorištava energija vodene pare. Kod višestupanjskih turbina vrlo velikih snaga sve stupnjeve nije moguće staviti unutar jednoga kućišta, pa se izvode kao višekućišne turbine, s visokotlačnim, srednjotlačnim i niskotlačnim kućištem. Kod njih su rotori međusobno spojeni spojkama. S obzirom na smjer strujanja pare, turbine se dijele na aksijalne i radijalne. 
Kod aksijalnih turbina, kakve se danas većinom primjenjuju, vodena para struji paralelno s osi vrtnje rotora, a kod radijalnih turbina okomito na os. S obzirom na način rada, parne turbine mogu biti akcijske (impulsne), reakcijske, ili kombinirane (akcijsko-reakcijske). Kod akcijskih turbina promjena tlaka (ekspanzija) u potpunosti se odvija u statorskim lopaticama. U rotorskim lopaticama tako dobiven tok pare velike brzine, to jest kinetičke energije, mijenja samo smjer, bez promjene tlaka. Djelovanjem impulsa pare na rotorske lopatice ostvaruje se vrtnja rotora i odvođenje korisne snage, pa para izlazi s nižom kinetičkom energijom. Na takvu načelu radi i de Lavalova turbina (nazvana prema C. G. P. de Lavalu). Kod reakcijskih turbina ekspanzija se odvija dijelom u statorskim, a dijelom i u rotorskim lopaticama, u kojima se toku pare mijenja smjer, ali istodobno dolazi i do promjene tlaka. Turbina kod koje se od ukupne toplinske energije polovica promjene energije odvija u statorskim, a druga polovica u rotorskim lopaticama, prema svojem se izumitelju naziva Parsonsova turbina. Kako para struji kroz višestupanjsku turbinu, tako joj se povećava specifični obujam i do 1 000 puta. Zbog toga svaki sljedeći stupanj turbine ima veće lopatice i promjer od prethodnoga, kako bi učinkovito iskorištavao energiju ekspandirajuće pare. Povećanje duljine lopatica i njihova promjera daje parnim turbinama svojstven stožasti oblik. 
Već prema tomu je li tlak na izlazu iz turbine niži ili viši od atmosferskoga, parne turbine mogu biti kondenzacijske ili protutlačne. Kod kondenzacijske turbine para nakon obavljenoga rada odlazi u parni kondenzator, gdje se kondenzira. Budući da je obujam vode mnogo manji od obujma pare (oko 1600 puta), u kondenzatoru se stvara vakuum, koji omogućava veću ekspanziju pare u turbini, a time i veću jediničnu snagu kondenzacijskih turbina. Voda se pumpa natrag u generator pare kako bi ponovno bila pretvorena u paru. Kod protutlačne turbine para ekspandira do tlaka koji je znatno viši od atmosferskoga, pa na izlazu još uvijek ima znatnu toplinsku energiju, koja se koristi za grijanje zgrada i različite tehnoloških procese u industriji. U iste svrhe koriste se i kondenzacijske i protutlačne turbine s reguliranim i nereguliranim oduzimanjem pare, kod kojih se dio pare oduzima nakon jednog ili više stupnjeva turbine.

## Povijest
Prvi uređaj koji je mogao biti kvalificiran kao parna turbina je bio nalik na igračku, zvao se eolipile ili Heronova kugla. Opisao ga je još u prvom stoljeću Heron iz Aleksandrije. Nakon više od tisuću godina napravljena je prva parna turbina s praktičnom primjenom i to 1551. u Egiptu. 
Modernu parnu turbinu je osmislio Englez Charles Algernon Parsons 1884., čiji je prvi model bio spojen na dinamo koje je generiralo 7,5 kW električne struje. Nakon ovoga izuma svijet nije više bio isti, omogućena je jeftinija električna energija i došlo je do znatnog napretka i revolucije u pomorskom prometu. Ispostavilo se da da je Parsonsovu turbinu bilo veoma jednostavno nadograditi. Kapacitet njegovih generatora narastao s početnih 7,5 kW na 50 000 kW. Za njegova života kapacitet je porastao 10 000 puta u odnosu na početni izum.

## Način rada
Parna turbina se sastoji od nepokretnih lopatica koje su pričvršćene na kućište (stator) i pokretnih lopatica na radnom kolu, koje je spojeno s vratilom (rotor). Para pod visokim tlakom prvo dolazi na nepokretne lopatice statora, ona skreće struju pare i usmjerava je pod određenim kutom. Pri tome se kanali sužavaju i na taj način para ubrzava (zakon očuvanja mase). Ubrzana para nakon toga struji preko pomičnih lopatica koje se nalaze na radnom kolu. Ova promjena smjera strujanja pare dovodi do stvaranja sile koja gura lopatice suprotno od pravca promjene brzine pare, a pošto se one mogu slobodno okretati s vratilom, to uzrokuje okretanje radnog kola.
Elektrane koriste velike parne turbine koje pokreću električne generatore i na taj način stvaraju električnu energiju (čak 80%  električne struje u svijetu se dobiva uz ovakvih elektrana). U većini su dvije vrste elektrane koje koriste parne turbine, a to su nuklearne elektrane i termoelektrane, dok se u nekim zemljama koristi i Sunčeva koncentrirana snaga. Kinetička energija vodene pare pretvara se u mehanicki rad (rotaciju lopatica turbina). 

## Podjela parnih turbina
Parne turbine se izrađuju u različitim veličinama od malih (0,75 kW) do onih najvećih (1 500 000 kW), koje se koriste za generiranje električne energije. Postoje više klasifikacija za moderne parne turbine.

### Prema načinu dobave pare i uvjetima ispuštanja
U ovu skupinu ubrajamo kondenzirajuće, nekondenzirajuće, ekstrakcijske i indukcijske.
Nekondenzirajuće parne turbine se uglavnom koriste za parno-procesne programe. Izlazni tlak se kontrolira regulacijskim ventilom kako bi se uskladilo potrebama procesa. Ovakve turbine uglavnom pronalazimo u jedinicima centraliziranog grijanja i destilacijskim postrojenjima gdje nalazimo veliku količinu procesne pare na niskim tlakovima.
Kondenzirajuće parne turbine se nalaze većinom elektranama. Izlazna para kod ovih turbina je u djelomično kondenziranom stanju pri tlaku znatno većem od atmosferskog tlaka. 

## Stupanj iskorištenja
Stupanj iskorištenja kod toplinskih motora predstavlja odnos dobivenog rada i uložene topline. Kod konvencionalnih postrojenja on se kreće od 0,3 do 0,4. Povećavanjem stupnja korisnosti pruža nam se mogućnost većeg iskorištavanja polazne energije. Stupanj korisnosti se može povećati dovođenjem topline pri višim tlakovima i temperaturama, što je uvjetovano razvojem novih konstrukcijskih materijala jer para kod velikih postrojenja na ulazu u turbinu može imati temperature do 500 °C i tlakove do 180 bara.
Kako bi se maksimalno povećala korisnost turbine para ekspandira i pritom vrši rad, u nekoliko stupnjeva. Stupnjevi su karakterizirani na način na koji se energija izvlači iz pare, a to mogu biti impulsne i reakcijske turbine. Većina turbina upravo koristi kombinaciju ovih dvaju tipova, pa se uglavnom impulsne koriste pri višim tlakovima, a reakcijske pri nižim.

### Impulsna turbina
Impulsne turbine imaju nepokretne sapnice koji orijentiraju tok pare jako brzih mlazova. Mlazovi koji imaju veliku brzinu posjeduju značajnu kinetičku energiju koju lopatice na rotoru pretvaraju u rotacijsko gibanje. Kako para putuje kroz sapnicu njen tlak pada od početnog iznosa (unutar sapnice) do konačnog (na izlazu iz sapnice, koji je često atmosferski ili čak djelomični vakuum). Zbog ekspanzije kroz sapnicu, para sapnicu napušta velikom izlaznom brzinom. Para koja napušta lopatice rotora ima veliki udio od maksimalne brzine koju je ona postigla na izlazu iz sapnice, te se ovaj gubitak energije naziva još izlazni gubitak.

### Reakcijska turbina
U reakcijskim turbinama, lopatice rotora su smještene tako da tvore konvergentne sapnice. Kod ovog tipa turbina koristi se reakcijska sila koja je nastala ubrzavanjem pare kroz sapnicu. Para se usmjerava na rotor pomoću nepočnih lopatica na statoru, te napušta stator kao mlaz koji popunjava cijeli obujam rotora. Para nakon toga mijenja smjer strujanja i povećava svoju brzinu relativno u odnosu na brzinu lopatica. Do pada tlaka dolazi i u statorskom i u rotorskom dijelu, s parom koja ubrzava u statoru, a usporava na rotoru. Također dolazi do pada tlaka i temperature. To sve rezultira mehaničkim radom koji nastaje okretanjem rotora.

## Regulacija broja okretaja
Regulacija broja okretaja kod turbina je jako značajna. Kod puštanja turbine u pogon, nagla promjena broja okretaja može rezultirati trajnim oštećenjima na turbini, dok se kod nekih generatora zahtijeva još i precizna kontrola broja okretaja. Pri naglom smanjenju opterećenja (bez regulacije) dolazi do znatnog povećanja broja okretaja sve do razaranja turbine. Parne turbine korištene u elektranama spojene su direktno na generatore električne energije što znači da moraju imati točno određen broj okretaja, te da moraju biti sinkronizirane na električnu mrežu. 

## Vanjske poveznice
- Turbina Hrvatska tehnička enciklopedija, portal hrvatske tehničke baštine. LZMK